# Seasons of Love and Desperation
Seasons of Love And Desperation (с англ. — «Сезоны любви и отчаяния») — вторая самостоятельная запись группы EverEve, выпущенная музыкантами в виде аудиокассеты в 1996 году.

## Об альбоме
«Seasons Of Love And Desperation» привлекла внимание продюсеров, и её выпуск стал первым шагом группы к подписанию контракта с Nuclear Blast.
Все песни («First Winter» переименована в «A New Winter») были включены в альбом Seasons, записанный в апреле 1996 года и выпущенный в начале 1997.

## Список композиций
1. «First Winter»
2. «Spring»
3. «A Winternight Depression»
4. «Epilogue»

## Участники записи
- Tom Sedotschenko – вокал
- Thorsten Weißenberger – гитара
- Stephan Kiefer – гитара
- Michael Zeissl – синтезатор
- Stefan Müller – бас
- Marc Werner – барабаны, звукорежиссёр